# كم سول سونغ
كم سول سونغ (هانغل: 김설송)، هي ابنة الزعيم الكوري الشمالي السابق كيم جونغ إيل من زوجته الثانية كيم يونغ سوك [الإنجليزية]. كانت ناشطة في قسم الدعاية ومسؤولة عن الشؤون الأدبية، وعملت كسكرتيرة لوالدها وكانت مسؤولة عن أمنه وجدول أعماله.
يعني اسمها حرفيا «الصنوبر الثلجي»، وقد أطلق عليها هذا الاسم جدها كيم إيل سونغ.
كانت الفتاة المفضلة لدى والدها. التحقت بالمدرسة نفسها التي التحق بها والدها، وتخرجت من قسم الاقتصاد بجامعة كيم إيل سونغ وعينت في قسم الدعاية باللجنة المركزية لحزب العمال الكوري. كانت مسؤولة عن الشؤون الأدبية؛ وتضع توقيعها على كل الأعمال الأدبية الواردة إلى القسم.
وبحسب منشق كوري شمالي (وهو مسؤول رفيع المستوى في بيونغ يانغ)، كانت سول سونغ مسؤولة عن الأمن والجدول الزمني لكيم جونغ إيل منذ أواخر التسعينيات. وبهذه الصفة رافقت والدها خلال رحلاتها إلى وحدات الجيش الكوري الشمالي والقرى المحلية. خلال هذه الرحلات شوهدت وهي ترتدي زي عسكري برتبة مقدم في الجيش الشعبي لكوريا الشمالية.
وصف منشق كوري شمالي سول سونغ بأنها «ذكية» و «جميلة»؛ كان لسول سونج شعر يصل إلى خصرها ويبلغ طولها 1.65 مترًا (5 أقدام و 5 بوصات)، وهي تعتبر طويلة مقارنة بالنساء في بلدها.
ووفقًا لمسؤول استخباراتي كوري، فإن سول سونغ كانت طالبة في باريس في خريف عام 2005.